# Jej Wysokość Zosia
Jej Wysokość Zosia (ang. Sofia the First, 2013–2018) – amerykański serial animowany stworzony przez Craiga Gerbera. Wyprodukowany przez Disney Television Animation i Disney Junior Original Productions.
Światowa premiera serialu miała miejsce 18 listopada 2012 jako odcinek pilotażowy natomiast regularna emisja miała miejsce 11 stycznia 2013 roku na antenach Disney Junior i Disney Channel. W Polsce premiera serialu odbyła się 11 maja 2013 roku na kanale Disney Junior. Od 4 stycznia 2016 roku serial emitowany jest na Disney Channel. Od 16 stycznia 2017 roku serial jest również emitowany na kanale Puls 2.
Dnia 5 marca 2013 roku Disney Junior ogłosiło, że powstanie drugi sezon serialu.

## Fabuła
Serial opowiadający o przygodach ośmioletniej dziewczynki imieniem Zosia, która mieszka w zamku z mamą oraz ojczymem, królem Rolandem II oraz przybranym rodzeństwem – Amber i Jankiem. Zosia ucząc się poruszać w królewskim świecie, sprawia, że wszyscy wokół niej zaczynają czuć się wyjątkowi.

## Obsada
- Ariel Winter – Zosia
- Darcy Rose Byrnes – księżniczka Amber
- Zach Callison – książę Janek
- Sara Ramírez – królowa Miranda
- Travis Willingham – król Roland II
- Jess Harnell – Cedryk

## Wersja polska
Wersja polska: SDI Media Polska

Reżyseria: Joanna Węgrzynowska-Cybińska

Tekst polski:
- Ewa Mart (serie I-IV),
- Tomasz Robaczewski (seria II),
- Barbara Robaczewska (seria II),
- Elżbieta Pruśniewska (serie II, IV)

Teksty piosenek:
- Tomasz Robaczewski (serie I-IV),
- Agnieszka Zwolińska (seria I),
- Marek Robaczewski (seria II),
- Elżbieta Pruśniewska (seria II),
- Michał Wojnarowski („Bądź kim tylko chcesz”)

Kierownictwo muzyczne:
- Agnieszka Tomicka (odc. 1-21, 24, 30-88, 90-94, 96-106),
- Juliusz Kamil (odc. 22-23),
- Piotr Gogol (odc. 104, 107)

Dźwięk:
- Łukasz Fober,
- Elżbieta Pruśniewska,
- Mikołaj Urbański,
- Kinga Zuchowicz-Pinilla

Montaż: Magdalena Waliszewska (odc. 12-14, 24, 38-39, 46, 53)

Koordynator:
- Katarzyna Ciecierska (pierwsze sezony),
- Ewa Krawczyk (dalsze sezony),
- Anita Ucińska (odc. 104, 107)

Kierownictwo produkcji:
- Beata Jankowska,
- Filip Bramowicz (odc. 104, 107)

Producent polskiej wersji językowej: Disney Character Voices International, Inc.

Wystąpili:
- Magda Kusa – Zosia
- Aneta Todorczuk-Perchuć – Królowa Miranda
- Grzegorz Kwiecień –
  - Król Roland II,
  - Griffin
- Tomasz Steciuk – Cedryk
- Jakub Szydłowski –
  - Uszaty,
  - służący #1,
  - Pęczak (odc. 69)
- Miłogost Reczek – Szambelan Bartłomiej (odc. 1-98)
- Jacek Król –
  - Szambelan Bartłomiej (odc. 99, 102, 106-107),
  - Ogre Handbook (odc. 30),
  - Król Magnus (odc. 41),
  - Chester (odc. 79),
  - Chrumk (odc. 86, 97)
  - pomocnik #2,
  - służący #2,
  - służący,
  - gość na przyjęciu,
  - dyrektor cyrku,
  - Tłum
- Wojciech Machnicki –
  - Minimus,
  - woźnica ze spłaszczonym nosem
- Natalia Jankiewicz – Amber
- Kacper Cybiński –
  - Janek (odc. 1-33),
  - Elliot (odc. 45)
- Mateusz Ceran – Janek (odc. 34-81)
- Jan Szydłowski – Janek (odc. 82-107)
- Martyna Żukowska – Renia (odc. 1-53)
- Sara Lewandowska – Renia (odc. 91)
- Kinga Krasnodębska – Jadzia (odc. 1-53)
- Klaudia Borejko – Jadzia (dalsze odcinki)
- Dominika Rydz – Mia (odc. 1-10)
- Joanna Węgrzynowska-Cybińska –
  - Mia (odc. 13-53),
  - Ciotka Matylda (odc. 20, 29, 57-58),
  - Aurora (odc. 23),
  - Winifreda (odc. 35),
  - Lakshmi (odc. 40),
  - Królowa Miranda (odc. 77),
  - księżniczka Mae,
  - królowa Ania,
  - królowa Avery,
  - Suzette,
  - Kasia,
  - wróżbitka,
  - dziewka służebna,
  - pomarańczowa ryba,
  - świnie,
  - graczka #1,
  - królowa Cecily,
  - tłum
- Beata Wyrąbkiewicz –
  - Ruda,
  - Shelly (odc. 54),
  - służąca,
  - członkini rodziny królewskiej,
  - świnie,
  - tłum

W pozostałych rolach:
- Anna Apostolakis –
  - Pogódka (Niezabódka),
  - członkini rodziny królewskiej
- Hanna Kinder-Kiss –
  - Fauna,
  - Pani Higgins
- Mirosława Krajewska – Flora
- Monika Pikuła – Kraksa
- Magdalena Wasylik – Wiwiana
- Grzegorz Pierczyński –
  - Robal,
  - Armstrong,
  - woźnica (odc. 28, 34, 38),
  - lekarz sądowy,
  - błazen,
  - strażnik #2,
  - kraby,
  - konferansjer,
  - członek rodziny królewskiej,
  - Painterazzi,
  - pomocnik #1,
  - królewski strażnik #1,
  - rycerz #1,
  - jeźdźca #1,
  - Tłum
- Julia Siechowicz –
  - Hildegarda (odc. 1-53),
  - Ciotka Matylda jako dziecko (odc. 90)
- Filip Dudycz – Zandar (odc. 6, 10, 12, 19, 27, 48, 59)
- Paulina Kopańska – Jun (odc. 7-8)
- Maja Kwiatek – Lucinda (odc. 11)
- Anna Sztejner –
  - Dżasmin (odc. 12),
  - Panna Oset (odc. 16, 25, 66, 92),
  - Sprzedawczyni (odc. 23),
  - Anna, żona leśnika (odc. 23),
  - Opal (odc. 53),
  - Morgana (odc. 67),
  - Sfinks (odc. 104),
  - nauczycielka,
  - Ubetcha,
  - Tłum
- Katarzyna Owczarz –
  - Bella (odc. 17),
  - Mulan (odc. 36)
- Jakub Jankiewicz –
  - Syn leśnika (odc. 23),
  - Bryan (odc. 27),
  - Flip (odc. 54),
  - młody Tadeusz
- Jan Kulczycki – Leśnik (odc. 23)
- Julia Dołęga – Córka leśnika (odc. 23)
- Leon Pontek – Mały Janek (odc. 25)
- Michał Podsiadło –
  - Rex (odc. 25, 32, 46),
  - Grimtrix (odc. 79, 82),
  - profesor Pecullian (odc. 93),
  - woźnica Khalida,
  - służący,
  - Vance,
  - strażnik #1,
  - rycerz #2,
  - lokaj,
  - Tłum
- Klaudia Kuchtyk –
  - Królewna Śnieżka (odc. 26),
  - Tizzy (odc. 47),
  - Violet (odc. 50),
  - Latający koń #5 (odc. 53)
- Anna Gajewska – Różyczka (odc. 26)
- Waldemar Barwiński –
  - król odwiedzający #1 (odc. 26),
  - konie (odc. 27),
  - Ojciec (odc. 27),
  - Rybak (odc. 28),
  - Boswell,
  - szef Pietro (odc. 68),
  - foczanin #3 (odc. 70)
- Klaudia Fugowska – Clio (odc. 27)
- Katarzyna Łaska –
  - Elektra (odc. 27),
  - Księżniczka Ewa (odc. 42, 92),
  - Grażynka,
  - Tłum
- Marek Moryc –
  - Hugo (odc. 27, 65),
  - książę odwiedzający,
  - Tłum
- Miłosz Konkel –
  - Axel (odc. 27),
  - Kurt (odc. 45),
  - Wiktor Herman III (Wendell Fidget) (odc. 53),
  - Foczanin Kai (odc. 70),
  - Zandar
- Cezary Kwieciński –
  - Sir Gilliam (odc. 27, 45, 53),
  - Psikus (odc. 49, 62),
  - Sir Finnegan (odc. 83, 103),
  - Ali Bobo (odc. 85),
  - skrzydlaty renifer
- Maja Konkel –
  - Lucinda (odc. 28, 48, 93)
  - Joy (odc. 34),
  - Meg
- Agnieszka Kunikowska –
  - Marla (odc. 28, 76),
  - mama Wiktora (odc. 53),
  - królowa odwiedzająca #1
- Jakub Wocial – Sir Maxwell (odc. 29)
- Jarosław Domin – Sir Bartleby (odc. 29)
- Leszek Filipowicz –
  - Sir Finnegan (odc. 29),
  - Król Henryk (odc. 66, 72),
  - król odwiedzający #2
- Franciszek Dziduch –
  - Desmond (odc. 30, 45),
  - Dżin Kazeem (odc. 59)
- Tymoteusz Gąsiorowski – Khalid (odc. 30)
- Krzysztof Cybiński –
  - Studnia życzeń (odc. 32),
  - Lokaj (odc. 34),
  - Boo (odc. 37),
  - Fredek (odc. 39),
  - Grecjusz (odc. 41),
  - Sven (odc. 54, 105),
  - Cuddles,
  - woźnica Zosi,
  - Whatnaught,
  - Gnarlie,
  - szef kuchni #1,
  - kucharz,
  - jaszczury z laguny,
  - pan Wiewiórka,
  - kupiec,
  - żywy gargulec,
  - służący,
  - jeźdźca,
  - jeźdźca #2,
  - królewski strażnik #2,
  - świnie,
  - żaba,
  - Tłum
- Ewa Prus –
  - Gucia (odc. 33),
  - Carola (odc. 51),
  - biały kot,
  - Tłum
- Paweł Ciołkosz –
  - szef Andre (odc. 33, 42, 49),
  - służący,
  - Tłum
- Wojciech Słupiński – Lord Gilbert (odc. 34)
- Piotr Bąk –
  - Marshak (odc. 35),
  - Wu-Chang (odc. 36),
  - Marian,
  - męski duch #2
- Zofia Modej –
  - Meg (odc. 35-53),
  - Calista (odc. 67, 90, 93),
  - Zoja (odc. 104)
- Zuzanna Jaźwińska –
  - Peg (odc. 35-53),
  - Lani (odc. 38),
  - Clio (odc. 52, 56, 65),
  - Etheria (odc. 101),
  - Hildegarda (odc. 104)
  - Maya,
  - księżniczka
- Grzegorz Pawlak –
  - Godwin (odc. 35),
  - Wu Chang (odc. 74),
  - Smoczyżar (odc. 83)
- Marcel Głogowski – Jin (odc. 36, 39, 41)
- Mikołaj Klimek –
  - Jadeitowy Jaguar (odc. 36),
  - Marsha (odc. 58),
  - Narrator (odc. 73, 83),
  - Król Roland I (odc. 90),
  - Król Nassir (odc. 104),
  - Garish (odc. 107)
- Amelia Natkaniec –
  - Jun (odc. 36, 40-41, 48),
  - Penelope (odc. 56)
- Krzysztof Plewako-Szczerbiński –
  - Cesarz Quon (odc. 36),
  - Herald (odc. 38),
  - łabędź Ralf (odc. 46),
  - Latający koń (odc. 53),
  - Slim (odc. 54),
  - Grimm (odc. 57),
  - Mazzimo (odc. 58, 71),
  - woźnica (odc. 59),
  - król Habib (odc. 59, 103),
  - król Kamea (odc. 64),
  - Dax (odc. 93),
  - klient piekarni,
  - król krainy Hakalo,
  - szef kuchni #2,
  - męski duch #1,
  - jaszczur z laguny,
  - strażnik,
  - służący #1,
  - Tłum
- Janusz Kruciński –
  - Sir Dax (odc. 37),
  - Król Garrick (odc. 65)
- Agnieszka Fajlhauer –
  - ciocia Bess (odc. 37),
  - Vor (odc. 95, 99),
  - Trixie,
  - czarownik,
  - cesarzowa Lin-Lin,
  - Lena,
  - gracz,
  - uczennica #3
- Krzysztof Bartłomiejczyk –
  - służący (odc. 37),
  - Pralinek (odc. 39, 46),
  - partner do tańca,
  - czarownicy,
  - Tłum
- Magdalena Warzecha – Mamanu (odc. 38)
- Zofia Perchuć – Leilani (odc. 38)
- Anna Wodzyńska –
  - Violet (odc. 38),
  - Elfabelle (odc. 106),
  - uczennica #1,
  - Tłum
- Bożena Furczyk –
  - Królowa Halia (odc. 38),
  - Mossy (odc. 50)
  - Tłum
- Maria Bonaszewska –
  - Zoja (odc. 39, 56),
  - Amy (odc. 45),
  - Carrie
- Paweł Szczesny –
  - Profesor Popow (odc. 39),
  - Komisarz Myles (odc. 53),
  - Król Habib (odc. 85),
  - Elfoniusz (odc. 97),
  - Król Marcus
- Sebastian Machalski –
  - Lizusjan (odc. 41),
  - Heniek (odc. 62),
  - Morris (odc. 75)
- Wojciech Paszkowski –
  - Kapitan Vasquez (odc. 41),
  - Merlin (odc. 67, 93, 96),
  - śpiewający słonecznik,
  - starzec
- Agata Paszkowska – Roszpunka (odc. 42)
- Krzysztof Pietrzak – Nitelite (odc. 42, 83, 88)
- Adam Krylik –
  - Flambeau (odc. 42, 83, 88),
  - Wielbłąd (odc. 85),
  - służący #2,
  - członek rodziny królewskiej,
  - świstaki,
  - Tłum
- Daniel Wojsa –
  - Hobwing (odc. 42),
  - Smokelee (odc. 83)
- Łukasz Talik –
  - Smokelee (odc. 42),
  - strażnik (odc. 44),
  - członek rodziny królewskiej,
  - szef kuchni,
  - królewski strażnik #3,
  - Tłum
- Elżbieta Kijowska – Glacia (odc. 43)
- Julia Kołakowska-Bytner –
  - Zimka (odc. 43),
  - Królowa Everly (odc. 75),
  - Tłum
- Julia Trębacz – Tiana (odc. 43)
- Karol Wróblewski –
  - Wąsik (odc. 43),
  - Reżyser Gołąb (odc. 44),
  - Sir Jackson (odc. 73),
  - Tłum
- Alicja Kozieja –
  - Penelope (odc. 45),
  - Oona (odc. 54)
- Piotr Warszawski – Jan Pędzel (odc. 46)
- Stefan Knothe –
  - Mistrz Erwin (odc. 46),
  - Czyścioch (odc. 57)
- Zofia Pankratz – Maya (odc. 48, 52, 65)
- Paulina Sacharczuk – Button (odc. 49)
- Bartosz Wesołowski –
  - Brody (odc. 49, 62),
  - doradca od nowoczesności (odc. 74)
- Monika Węgiel-Jarocińska –
  - Helen Hanshaw (odc. 50),
  - Królowa Cecily
- Aleksandra Mielczarek – Jane (odc. 51)
- Monika Wierzbicka –
  - Mama szop (odc. 51),
  - Tłum
- Antoni Dudycz –
  - Mały szop (odc. 51),
  - Bliźniak #2 (odc. 51)
- Julia Bernat – Ally (odc. 51)
- Alicja Armata – Księżniczka Kari (odc. 52, 56, 61, 72)
- Igor Borecki –
  - Książę Khalid (odc. 52, 65),
  - Kacper (odc. 53),
  - Desmond (odc. 96)
- Marta Wiejak – Miss Elodie (odc. 52, 61, 72)
- Pola Zdybicka –
  - Penelope (odc. 52),
  - Lakshmi (odc. 65)
- Karol Jankiewicz – Fluke (odc. 54)
- Zbigniew Konopka –
  - Mantarożec (odc. 54),
  - Komisarz Myles,
  - olbrzym
- Weronika Stańkowska – Jun (odc. 56)
- Filip Brodzik – Chad (odc. 56)
- Magdalena Krylik – Panna Baletnica (odc. 57)
- Klaudiusz Kaufmann – Książę Roderick (odc. 58)
- Dominika Kluźniak – Merida (odc. 58)
- Piotr Bajtlik – Gavin (odc. 58)
- Marta Markowicz – Athena (odc. 58)
- Tomasz Borkowski –
  - Sierżant Fizz (Fiź) (odc. 59, 85),
  - Sir Henley (odc. 65)
- Włodzimierz Press –
  - Król Gerwazy (odc. 60),
  - Wu-Chang (odc. 74)
- Justyna Bojczuk –
  - Grotta (odc. 60),
  - Zosia (jedna kwestia w odc. 72)
- Grzegorz Drojewski – Drgawka (odc. 60)
- Antoni Tyszkiewicz – Khalid (odc. 61, 80)
- Anna Ułas –
  - Królowa Tessa (odc. 61),
  - Arielf (odc. 106)
- Anna Szymańczyk –
  - Królowa Cecily (odc. 62),
  - Willawing (odc. 73),
  - Maple (odc. 77),
  - Vega (odc. 97, 107)
- Mateusz Rusin –
  - Elfonso (odc. 63),
  - Rudy (odc. 79)
- Przemysław Stippa – Elfred (odc. 63)
- Cezary Nowak –
  - Herb (odc. 63),
  - woźnica (odc. 69)
- Maciej Więckowski –
  - Duncan (odc. 63),
  - Milo (odc. 64)
- Olaf Marchwicki – Derek (odc. 65)
- Czesław Mozil – Olaf (odc. 66)
- Olga Cybińska –
  - Teeny (odc. 66),
  - Florka (odc. 101),
  - Lucinda (odc. 107)
- Anna Terpiłowska –
  - Cordelia (odc. 67),
  - Sassofras (odc. 69)
- Wojciech Dmochowski – Crispy (odc. 68)
- Jan Piotrowski – Tayo (odc. 70)
- Robert Kowalski – Profesor Zacharias Fleeber (odc. 70)
- Izabela Dąbrowska – Mama Króla Rolanda II (odc. 71)
- Katarzyna Kozak –
  - Gemina, Mama Minimusa (odc. 71),
  - Księżna (odc. 88),
  - Pogódka (Niezabudka) (odc. 107)
- Damian Aleksander – Sir Oliver (odc. 73, 88)
- Tomasz Błasiak –
  - Sir Jaxon (odc. 73),
  - Malachite (odc. 84),
  - Omar (odc. 85)
- Andrzej Chudy –
  - Król Ashford (odc. 73),
  - Pilot statku (odc. 104),
  - pierwszy strażnik historii (odc. 107)
- Antoni Scardina –
  - książę Jul (odc. 74),
  - Desmond (odc. 81, 103, 107),
  - dżin Kazeem (odc. 85),
  - Octavio (odc. 105)
- Marcin Słabowski – Kai (odc. 74)
- Weronika Bochat – Charlotta (odc. 75)
- Joanna Kuberska – Zinessa (odc. 75)
- Małgorzata Prochera –
  - Indigo (odc. 76, 93),
  - Mandy (odc. 77),
  - Cassandra (odc. 104)
- Natalia Waite – Dobra wiedźma (odc. 76)
- Lena Steciuk – Lily (odc. 76)
- Filip Rogowski – Xavier (odc. 77)
- Jan Barwiński – Wendell Fidget (odc. 77)
- Paulina Łaba – Wredzia (odc. 79)
- Jan Bzdawka – Baron Von Rocha (odc. 80)
- Maksymilian Michasiów – Piccolo (odc. 80)
- Karol Dziuba – Profesor Przedziwny (odc. 81)
- Olga Szomańska – Aqualina (odc. 83)
- Anna Frankowska – Dolphina (odc. 83)
- Mateusz Weber – Fig (odc. 84)
- Maja Gadzińska – Pryzma (odc. 86)
- Kim Grygierzec – Azurina (odc. 86)
- Krzysztof Szczepaniak – Zenit (odc. 86, 89, 97, 107)
- Otar Saralidze – Orion (odc. 86-87, 97, 107)
- Adam Bauman – Narrator (odc. 86)
- Magdalena Herman-Urbańska – Galial (odc. 87, 97)
- Przemysław Nikiel – Garish (odc. 87)
- Lidia Sadowa –
  - Lawendowa klacz (odc. 89),
  - Cordelia (odc. 93)
- Bruno Skalski – Mały Cedryk (odc. 90)
- Agata Gawrońska-Bauman –
  - Pani Damrade (odc. 91),
  - Vor (odc. 96, 107)
- Maciej Kosmala – Roma (odc. 92)
- Zuzanna Polańska – Lily (odc. 93)
- Jakub Wieczorek – Kapitan Kaszalot (odc. 94)
- Jacek Kopczyński – Skurcz (odc. 96)
- Dominika Sell – Skrycia (odc. 97)
- Marta Dylewska – Miłka (odc. 97)
- Rafał Fudalej – Brzęczyk (odc. 100)
- Malwina Jachowicz – Bridget (odc. 101)
- Katarzyna Skolimowska – Babcia (odc. 102)
- Izabella Bukowska-Chądzyńska – Królowa Emmaline (odc. 105)
- Natasza Kotlarska – Oona (odc. 105)
- Aleksandra Radwan – Nerissa (odc. 105)
- Patryk Czerniejewski – Jacks
- Karolina Bacia – Iggy
- Marta Żmuda Trzebiatowska – Chrysta
- Piotr Piksa – Twitch
- Janusz Wituch –
  - Gideon,
  - Tadeusz,
  - senior Stable Hand,
  - Troll,
  - trener konny,
  - Gunk (odc. 57)
- Kamil Król – Gołąb
- Beniamin Lewandowski – Graham
- Agata Warda –
  - Wiola,
  - łabędzica Portia
- Kamil Kula – Luciano
- Jarosław Boberek –
  - Willbur,
  - Postwór
- Monika Rowińska –
  - Madame Colette,
  - służąca w kuchni
- Wojciech Chorąży – Barker
- Jan Cięciara –
  - książę Gustaw,
  - książę Hugo
- Maciej Falana – Wacław
- Karolina Jakubowska – Tina
- Jakub Jóźwik – młody Bartłomiej
- Bartosz Martyna –
  - Wallace,
  - królewski latający wierzchowiec,
  - chudy woźnica
- Marek Robaczewski –
  - Herald,
  - robotnik,
  - Muck (odc. 57)

Wykonanie piosenek:
- „Bądź kim tylko chcesz”: Magda Kusa, Franciszek Dziduch, Krzysztof Pietrzak, Adam Krylik, Anna Sochacka, Anna Frankowska (piosenka promująca)
- „Jej Wysokość Zosia”: Magda Kusa oraz chór w składzie: Katarzyna Owczarz, Agnieszka Tomicka, Anna Sochacka, Anna Frankowska (czołówka)
- „Królewna wie, co robić ma”: Natalia Jankiewicz, Jan Cięciara, Julia Siechowicz, Cezary Kwieciński oraz chór w składzie: Agnieszka Tomicka, Katarzyna Owczarz (odc. 1)
- „Mogę być kim chcę”: Magda Kusa oraz chór w składzie: Agnieszka Tomicka, Katarzyna Owczarz (odc. 1)
- „Królewska piżamówka”: Natalia Jankiewicz, Magda Kusa oraz chór w składzie: Anna Kugel, Julia Siechowicz, Agnieszka Tomicka, Katarzyna Owczarz (odc. 2)
- „Hałas rób”: Krzysztof Cybiński, Magda Kusa oraz chór w składzie: Grzegorz Wilk, Krzysztof Pietrzak, Adam Krylik, Łukasz Talik (odc. 3)
- „Król Cedryk”: Tomasz Steciuk oraz chór w składzie: Krzysztof Pietrzak, Adam Krylik, Łukasz Talik, Grzegorz Wilk (odc. 4)
- „Pobiegnijmy do cyrku”: Kacper Cybiński, Natalia Jankiewicz oraz chór w składzie: Grzegorz Wilk, Adam Krylik, Łukasz Talik, Katarzyna Owczarz, Anna Frankowska, Krzysztof Pietrzak, Agnieszka Tomicka, Ewa Prus i inni (odc. 5)
- „Duet przyjaźni”: Magda Kusa, Magdalena Wasylik oraz chór w składzie: Katarzyna Owczarz i inni (odc. 6)
- „Królik na medal”: Jakub Szydłowski, Magda Kusa oraz chór w składzie: Dominika Rydz, Anna Sochacka, Beata Wyrąbkiewicz i inni (odc. 7)
- „Muszę być silna”: Magda Kusa (odc. 8)
- „Na Bartłomieja można liczyć”: Magda Kusa, Kacper Cybiński, Natalia Jankiewicz, Grzegorz Kwiecień, Aneta Todorczuk-Perchuć oraz chór w składzie: Anna Frankowska, Agnieszka Tomicka, Krzysztof Pietrzak, Adam Krylik (odc. 9)
- „Picnic of the Year”: Natalia Jankiewicz, Aneta Todorczuk-Perchuć, Grzegorz Kwiecień oraz chór (odc. 10)
- „Dobra czarownica” (ballada): Magda Kusa (odc. 11)
- „Dobra czarownica”: Maja Kwiatek, Magda Kusa, Maja Konkel, Anna Kugel, Magdalena Krylik, Julia Siechowicz, Franciszek Dziduch (odc. 11)
- „Daj się nieść”: Aneta Figiel, Magda Kusa, Natalia Jankiewicz (odc. 12)
- „Daj się nieść” (repryza): Magda Kusa, Natalia Jankiewicz (odc. 12)
- „Przyjaciela chcę mieć znów”: Jakub Szydłowski, Magda Kusa (odc. 13)
- „I’ll Get My / That Amulet”: Magda Kusa, Tomasz Steciuk (odc. 14)
- „Idziemy w las”: Magda Kusa, Edyta Krzemień, Anna Frankowska, Paulina Janczak, Agnieszka Tomicka i inni (odc. 15)
- „Panna Oset”: Anna Sztejner (odc. 16)
- „Naprawić błąd”: Katarzyna Owczarz, Magda Kusa (odc. 17)
- „Hymn Czarlandii”: Magda Kusa, Martyna Żukowska, Kinga Krasnodębska (odc. 17)
- „Większe jest lepsze”: Natalia Jankiewicz oraz chór w składzie: Katarzyna Owczarz, Anna Sochacka (odc. 18)
- „Who’s That?”: Magdalena Wasylik (odc. 19)
- „Przepis na przygodę”: Joanna Węgrzynowska-Cybińska, Magda Kusa (odc. 20)
- „Proste życie”: Grzegorz Kwiecień, Magda Kusa, Natalia Jankiewicz, Aneta Todorczuk-Perchuć, Kacper Cybiński i inni (odc. 21)
- „Wigilia”: Magda Kusa, Kacper Cybiński, Natalia Jankiewicz, Aneta Todorczuk-Perchuć (odc. 23)
- „Peace and Joy”: Magda Kusa, Kacper Cybiński, Natalia Jankiewicz, Aneta Todorczuk-Perchuć, Grzegorz Kwiecień, Jan Kulczycki, Anna Sztejner, Jakub Jankiewicz, Wojciech Machnicki oraz chór w składzie: Izabela Ziółek, Katarzyna Owczarz, Juliusz Kamil, Jakub Szydłowski (odc. 23)
- „Królewska zabawa”: Magda Kusa oraz chór w składzie: Agnieszka Tomicka, Katarzyna Owczarz (odc. 24)
- „Two by Two”: Natalia Jankiewicz, Leon Pontek (odc. 25)
- „Siostry i bracia”: Magda Kusa oraz chór w składzie: Katarzyna Owczarz i inni (odc. 25)
- „All You Desire”: Anna Sztejner (odc. 26)
- „Hura! Hura!”: Anna Frankowska, Zuzanna Jaźwińska, Katarzyna Owczarz, Karol Jankiewicz, Karol Osentowski, Łukasz Talik (odc. 27)
- „Mama i ja”: Magda Kusa (odc. 28)
- „Mama i my” (repryza): Magda Kusa, Natalia Jankiewicz, Kacper Cybiński (odc. 28)
- „Tilly, Oh Tilly”: Jakub Wocial (odc. 29)
- „W przyjaźni rozwiązanie tkwi”: Magda Kusa, Natalia Jankiewicz, Magdalena Wasylik, Kacper Cybiński, Katarzyna Owczarz, Agnieszka Tomicka, Karol Jankiewicz, Karol Osentowski (odc. 30)
- „Be Your Own King”: Magda Kusa, Kacper Cybiński oraz chór (odc. 31)
- „Make Your Wishes Well”: Natalia Jankiewicz oraz chór w składzie: Agnieszka Tomicka, Katarzyna Owczarz (odc. 32)
- „Believe in Your Dream”: Magda Kusa, Ewa Prus (odc. 33)
- „Słowa dotrzymam”: Stefan Pawłowski oraz chór w składzie: Anna Frankowska, Maja Kwiatek, Olga Szomańska, Grzegorz Wilk (odc. 34)
- „Mystic Meadows”: Magda Kusa, Grzegorz Pawlak, Tomasz Steciuk, Maja Kwiatek i inni (odc. 35)
- „Wielką siłę w sobie mam”: Katarzyna Owczarz, Magda Kusa, Natalia Jankiewicz, Amelia Natkaniec (odc. 36)
- „Upiorna gala”: Janusz Kruciński, Krzysztof Cybiński (odc. 37)
- „A Princess True”: Zuzanna Jaźwińska, Magda Kusa (odc. 38)
- „In Your Paws”: Monika Pikuła, Jakub Szydłowski (odc. 39)
- „Wiedzieć wszystko mam”: Julia Siechowicz, Magda Kusa (odc. 40)
- „Helping Hand”: Magda Kusa, Sebastian Machalski (odc. 41)
- „Królestwo własne chcę”: Katarzyna Łaska (odc. 42)
- „Dym, żar i płomień”: Adam Krylik, Krzysztof Pietrzak, Łukasz Talik, Daniel Wojsa (odc. 42)
- „Na szali postaw los”: Małgorzata Nakonieczna (odc. 42)
- „Serca znak”: Julia Trębacz (odc. 43)
- „Trzepoczą skrzydełka”: Beata Wyrąbkiewicz, Joanna Węgrzynowska-Cybińska (odc. 44)
- „I Feel So Free”: Monika Pikuła, Magda Kusa, Jakub Szydłowski (odc. 44)
- „Never Forget the Sorcerer’s Secret”: Tomasz Steciuk (odc. 45)
- „Hoppin’ Out With You”: Jakub Szydłowski, Magda Kusa oraz chór (odc. 46)
- „Make Our Dreams Come True”: Klaudia Kuchtyk (odc. 47)
- „Z nami graj”: Natalia Jankiewicz, Mateusz Ceran, Magda Kusa (odc. 48)
- „It’s a Small New World”: Magda Kusa (odc. 49)
- „Improvise”: Magda Kusa, Natalia Jankiewicz oraz chór w składzie: Zuzanna Jaźwińska, Zofia Modej, Agnieszka Tomicka, Katarzyna Owczarz (odc. 50)
- „Any Deed For Those In Need”: Ewa Prus, Magda Kusa, Aleksandra Mielczarek, Klaudia Borejko (odc. 51)
- „Pierwszy lot”: Zuzanna Jaźwińska (odc. 52)
- „Zasady Wiktora”: Miłosz Konkel (odc. 53)
- „Moment to Shine”: Magda Kusa, Karol Jankiewicz oraz chór w składzie: Alicja Kozieja, Natalia Jankiewicz, Jakub Jankiewicz i inni (odc. 54)
- „A Better Me”: Magda Kusa, Tomasz Steciuk (odc. 55)
- „When It Comes To Making Friends”: Maria Bonaszewska (odc. 56)
- „It’s Up To You”: Joanna Węgrzynowska-Cybińska (odc. 57)
- „Do I Dare”: Magda Kusa (odc. 58)
- „Genie Rules”: Tomasz Borkowski, Magda Kusa (odc. 59)
- „Dla fróżki to miejsce”: Justyna Bojczuk (odc. 60)
- „Gotta Reach a Higher Height”: Alicja Armata, Magda Kusa (odc. 61)
- „I Like You So Much”: Jakub Szydłowski oraz chór w składzie: Adam Krylik i inni (odc. 62)
- „Elfenmoor”: Mateusz Rusin (odc. 63)
- „Happy Thoughts”: Magda Kusa, Zuzanna Jaźwińska (odc. 64)
- „Take A Leap”: Magda Kusa oraz chór w składzie: Agnieszka Tomicka, Katarzyna Owczarz i inni (odc. 65)
- „My Finest Flower”: Anna Sztejner (odc. 66)
- „Magic Like Merlin”: Wojciech Paszkowski, Tomasz Steciuk, Magda Kusa, Zofia Modej (odc. 67)
- „You’re the Cutest Thing”: Magdalena Wasylik, Monika Pikuła (odc. 68)
- „Living It Up”: Jakub Szydłowski oraz chór (odc. 69)
- „Be an Expert Expert”: Robert Kowalski (odc. 70)
- „I’m A New Horse Now”: Wojciech Machnicki (odc. 71)
- „Dads and Daughters Song”: Alicja Armata, Paweł Kubat, Julia Siechowicz, Leszek Filipowicz, Magda Kusa, Grzegorz Kwiecień, Natalia Jankiewicz oraz chór w składzie: Katarzyna Owczarz, Agnieszka Tomicka (odc. 72)
- „A Knight Such As I”: Damian Aleksander (odc. 73)
- „This Panda Just Wants to Dance”: Marcin Słabowski (odc. 74)
- „More to Adore”: Magda Kusa, Weronika Bochat, Sebastian Machalski (odc. 75)
- „The Broomstick Dance”: Maja Konkel, Magda Kusa, Kinga Krasnodębska, Zuzanna Jaźwińska i inni (odc. 76)
- „The Summer Camp Blues”: Antoni Scardina oraz chór (odc. 77)
- „What A Vacation”: Magda Kusa, Natalia Jankiewicz, Antoni Scardina, Grzegorz Kwiecień, Aneta Todorczuk-Perchuć i inni (odc. 78)
- „Our Wizards Are the Best”: Paulina Łaba oraz chór w składzie: Mateusz Rusin, Jacek Król (odc. 79)
- „The Magic in the Music”: Jan Bzdawka, Magdalena Wasylik, Magda Kusa i inni (odc. 80)
- „Live It to Learn It”: Karol Dziuba oraz chór w składzie: Magdalena Wasylik, Magda Kusa i inni (odc. 81)
- „My Evil Dreams”: Tomasz Steciuk, Grzegorz Pierczyński (odc. 82)
- „This Island Belongs To Us”: Olga Szomańska, Adam Krylik, Grzegorz Pawlak oraz chór w składzie: Aleksandra Bieńkowska, Anna Frankowska, Joanna Węgrzynowska-Cybińska, Anna Sztejner, Krzysztof Pietrzak, Daniel Wojsa (odc. 83)
- „This Island Belongs To Us” (repryza): Olga Szomańska, Adam Krylik, Grzegorz Pawlak oraz chór w składzie: Aleksandra Bieńkowska, Anna Frankowska, Joanna Węgrzynowska-Cybińska, Anna Sztejner, Krzysztof Pietrzak, Daniel Wojsa (odc. 83)
- „The Right Wrong Thing To Do”: Jakub Szydłowski (odc. 84)
- „Trzeba mu szansę dać”: Tomasz Borkowski, Magda Kusa (odc. 85)
- „The Magic of the Mystic Isles”: Krzysztof Szczepaniak, Magda Kusa, Natalia Jankiewicz (odc. 86)
- „Our Royal Plan”: Magda Kusa, Natalia Jankiewicz oraz chór w składzie: Krzysztof Cybiński, Jacek Król, Janusz Wituch (odc. 86)
- „My Power Will Be Crystal Clear”: Maja Gadzińska (odc. 86)
- „That’s Not Who I Am”: Natalia Jankiewicz (odc. 86)
- „Siłę mieć”: Ewa Prus, Magda Kusa (odc. 87)
- „All Fired Up”: Monika Pikuła, Joanna Sokołowska (odc. 88)
- „Pick Me”: Wojciech Machnicki, Krzysztof Szczepaniak (odc. 89)
- „Magic Touch”: Anna Terpiłowska, Tomasz Steciuk (odc. 90)
- „Przyśpiewka Dudkowic” / „Hura! Hura!”: Klaudia Borejko oraz chór w składzie: Zofia Modej, Zuzanna Jaźwińska, Michał Rosiński, Antoni Scardina, Katarzyna Owczarz, Agnieszka Tomicka (odc. 91)
- „This Feeling I’m Feeling In Me”: Katarzyna Łaska, Magda Kusa (odc. 92)
- „Super Spooky Night”: Zofia Modej, Maja Konkel, Zuzanna Polańska, Magda Kusa, Małgorzata Prochera oraz chór w składzie: Jakub Jurzyk, Krzysztof Pietrzak (odc. 93)
- „Never Lost Again”: Jakub Wieczorek, Krzysztof Cybiński, Paweł Strymiński, Paweł Kubat (odc. 94)
- „Listen Up”: Ewa Prus oraz chór w składzie: Magda Kusa i inni (odc. 95)
- „Learn This Rhyme”: Grzegorz Pierczyński, Jakub Szydłowski (odc. 96)
- „That’s What Wassalia’s For”: Ewa Prus, Magda Kusa oraz chór w składzie: Katarzyna Owczarz, Agnieszka Tomicka i inni (odc. 97)
- „Gonna Be Great”: Jakub Szydłowski, Beata Wyrąbkiewicz, Joanna Węgrzynowska-Cybińska (odc. 98)
- „I Am On Your Side”: Tomasz Steciuk, Grzegorz Kwiecień, Magda Kusa (odc. 99)
- „The Boldest, Bravest Bunny of All Time”: Paulina Łaba, Jakub Szydłowski oraz chór w składzie: Katarzyna Owczarz, Agnieszka Tomicka (odc. 100)
- „The Fairy Way”: Ewa Prus, Magda Kusa oraz chór w składzie: Magdalena Wasylik, Katarzyna Owczarz, Agnieszka Tomicka (odc. 101)
- „Meant To Be”: Natalia Jankiewicz, Jan Szydłowski (odc. 102)
- „What You’re Gonna Do”: Natalia Jankiewicz, Jan Szydłowski oraz chór w składzie: Magdalena Wasylik, Klaudia Borejko, Zuzanna Jaźwińska, Zofia Modej, Michał Rosiński, Antoni Scardina (odc. 103)
- „Come To Your Senses With Me”: Małgorzata Prochera chór w składzie: Magda Kusa, Justyna Bojczuk, Anna Ozner, Monika Malec (odc. 104)
- „When I Start to Make Some Waves”: Natasza Kotlarska (odc. 105)
- „You’ve Gotta Have Fun”: Magda Kusa, Jan Szydłowski, Natalia Jankiewicz (odc. 106)
- „A Big Day”: Magda Kusa, Aneta Todorczuk-Perchuć, Natalia Jankiewicz, Jan Szydłowski, Grzegorz Kwiecień, Jacek Król, Joanna Węgrzynowska-Cybińska, Beata Wyrąbkiewicz, Jakub Szydłowski, Tomasz Steciuk (odc. 107)
- „Royal Prep” (wersja 2): Magda Kusa, Antoni Scardina, Natalia Jankiewicz, Jan Szydłowski, Anna Hoflik, Magdalena Wasylik oraz chór w składzie: Justyna Bojczuk, Artur Kozłowski, Michał Rosiński (odc. 107)
- „Get Wicked”: Katarzyna Dąbrowska, Grzegorz Pierczyński, Piotr Piksa (odc. 107)
- „W nas jest moc”: Magda Kusa, Jan Szydłowski, Joanna Węgrzynowska-Cybińska, Tomasz Steciuk, Natalia Jankiewicz, Grzegorz Kwiecień oraz chór w składzie: Anna Ozner, Monika Malec, Artur Bomert, Sebastian Machalski (odc. 107)
- „On Your / My Own”: Katarzyna Dąbrowska, Magda Kusa (odc. 107)
- Miłogost Reczek, Weronika Stańkowska

i inni
Lektor tytułu serialu i tytułów odcinków: Magda Kusa
Lektor tyłówki:
- Artur Kaczmarski (odc. 1-24, 30-103, 105-106),
- Grzegorz Kwiecień (odc. 25-29, 104, 107)

## Spis odcinków
| Premiera odcinka | Premiera odcinka | Nr  | Polski tytuł                                       | Angielski tytuł                                      | Z udziałem |
| ---------------- | ---------------- | --- | -------------------------------------------------- | ---------------------------------------------------- | ---------- |
|                  |                  |     |                                                    |                                                      |            |
| PILOT            |                  |     |                                                    |                                                      |            |
|                  |                  |     |                                                    |                                                      |            |
| 18.11.2012       | 20.04.2013       | 00  | Jej Wysokość Zosia: Była sobie księżniczka         | Sofia the First: Once Upon a Princess                | Kopciuszek |
|                  |                  |     |                                                    |                                                      |            |
| SERIA PIERWSZA   |                  |     |                                                    |                                                      |            |
|                  |                  |     |                                                    |                                                      |            |
| 11.01.2013       | 11.05.2013       | 01  | Nie tylko dla książąt                              | Just One of the Princes                              |            |
|                  |                  |     |                                                    |                                                      |            |
| 18.01.2013       | 12.05.2013       | 02  | Królewska piżamówka                                | The Big Sleepover                                    |            |
|                  |                  |     |                                                    |                                                      |            |
| 25.01.2013       | 18.05.2013       | 03  | Mój przyjaciel Troll                               | Let the Good Times Troll                             |            |
|                  |                  |     |                                                    |                                                      |            |
| 01.02.2013       | 25.05.2013       | 04  | Asystentka Cedryka                                 | Cedric’s Apprentice                                  |            |
|                  |                  |     |                                                    |                                                      |            |
| 08.02.2013       | 01.06.2013       | 05  | Królewskie zamieszanie                             | A Royal Mess                                         |            |
|                  |                  |     |                                                    |                                                      |            |
| 22.02.2013       | 08.06.2013       | 06  | Nieśmiała księżniczka                              | The Shy Princess                                     |            |
|                  |                  |     |                                                    |                                                      |            |
| 15.03.2013       | 15.06.2013       | 07  | Królik na medal                                    | Blue Ribbon Bunny                                    |            |
|                  |                  |     |                                                    |                                                      |            |
| 12.04.2013       | 29.06.2013       | 08  | Sprawdzian księżniczki                             | The Princess Test                                    |            |
|                  |                  |     |                                                    |                                                      |            |
| 26.04.2013       | 22.06.2013       | 09  | Wolny dzień Bartłomieja                            | Baileywick’s Day Off                                 |            |
|                  |                  |     |                                                    |                                                      |            |
| 17.05.2013       | 03.08.2013       | 10  | Trój-królewski piknik                              | The Tri-Kingdom Picnic                               |            |
|                  |                  |     |                                                    |                                                      |            |
| 31.05.2013       | 24.08.2013       | 11  | Mała czarownica                                    | The Little Witch                                     |            |
|                  |                  |     |                                                    |                                                      |            |
| 14.06.2013       | 10.08.2013       | 12  | Przygoda w Tangu                                   | Two To Tangu                                         | Dżasmina   |
|                  |                  |     |                                                    |                                                      |            |
| 28.06.2013       | 17.08.2013       | 13  | Poszukiwanie Uszatego                              | Finding Clover                                       |            |
|                  |                  |     |                                                    |                                                      |            |
| 12.07.2013       | 26.10.2013       | 14  | Amulet Avaloru                                     | The Amulet of Avalor                                 |            |
|                  |                  |     |                                                    |                                                      |            |
| 02.08.2013       | 02.11.2013       | 15  | Wędrowniczki                                       | The Buttercups                                       |            |
|                  |                  |     |                                                    |                                                      |            |
| 23.08.2013       | 09.11.2013       | 16  | Panna Oset                                         | Make Way for Miss Nettle                             |            |
|                  |                  |     |                                                    |                                                      |            |
| 13.09.2013       | 16.11.2013       | 17  | Amulet i hymn                                      | The Amulet and the Anthem                            | Bella      |
|                  |                  |     |                                                    |                                                      |            |
| 27.09.2013       | 08.02.2014       | 18  | Podwieczorek z niespodzianką                       | Tea for Too Many                                     |            |
|                  |                  |     |                                                    |                                                      |            |
| 11.10.2013       | 15.02.2014       | 19  | Księżniczka motyl                                  | Princess Butterfly                                   |            |
|                  |                  |     |                                                    |                                                      |            |
| 25.10.2013       | 22.02.2014       | 20  | Przygoda z ciotką Matyldą                          | Great Aunt-Venture                                   |            |
|                  |                  |     |                                                    |                                                      |            |
| 08.11.2013       | 01.03.2014       | 21  | Król piekarz                                       | The Baker King                                       |            |
|                  |                  |     |                                                    |                                                      |            |
| 24.11.2013       | 01.02.2014       | 22  | Pałac na wodzie                                    | The Floating Palace                                  | Ariel      |
|                  |                  |     |                                                    |                                                      |            |
| 01.12.2013       | 08.03.2014       | 23  | Święta w Czarlandii                                | Holiday in Enchancia                                 | Aurora     |
|                  |                  |     |                                                    |                                                      |            |
| 14.02.2014       | 14.06.2014       | 24  | Korowód przyjaźni                                  | Four’s a Crowd                                       |            |
|                  |                  |     |                                                    |                                                      |            |
| SERIA DRUGA      |                  |     |                                                    |                                                      |            |
|                  |                  |     |                                                    |                                                      |            |
| 07.03.2014       | 04.10.2014       | 25  | Dwie księżniczki i maluch                          | Two Princesses and a Baby                            |            |
|                  |                  |     |                                                    |                                                      |            |
| 04.04.2014       | 27.09.2014       | 26  | Czarodziejska uczta                                | The Enchanted Feast                                  | Śnieżka    |
|                  |                  |     |                                                    |                                                      |            |
| 11.04.2014       | 11.10.2014       | 27  | Latająca korona                                    | The Flying Crown                                     |            |
|                  |                  |     |                                                    |                                                      |            |
| 25.04.2014       | 18.10.2014       | 28  | Moja mama                                          | Mom’s the Word                                       |            |
|                  |                  |     |                                                    |                                                      |            |
| 09.05.2014       | 25.10.2014       | 29  | Cichy rycerz                                       | The Silent Knight                                    |            |
|                  |                  |     |                                                    |                                                      |            |
| 30.05.2014       | 01.11.2014       | 30  | Konkurs z magicznej chemii                         | Enchanted Science Fair                               |            |
|                  |                  |     |                                                    |                                                      |            |
| 27.06.2014       | 08.11.2014       | 31  | Jednodniowy król                                   | King for a Day                                       |            |
|                  |                  |     |                                                    |                                                      |            |
| 11.07.2014       | 15.11.2014       | 32  | Studnia życzeń                                     | When You Wish Upon a Well                            |            |
|                  |                  |     |                                                    |                                                      |            |
| 25.07.2014       | 15.11.2014       | 33  | Wynalazca Gucia                                    | Gizmo Gwen                                           |            |
|                  |                  |     |                                                    |                                                      |            |
| 01.08.2014       | 29.11.2014       | 34  | Księżniczka Zosia Druga                            | Sofia the Second                                     |            |
|                  |                  |     |                                                    |                                                      |            |
| 08.08.2014       | 21.03.2015       | 35  | Cicha polana                                       | Mystic Meadows                                       |            |
|                  |                  |     |                                                    |                                                      |            |
| 15.08.2014       | 28.03.2015       | 36  | Księżniczki, na pomoc!                             | Princesses to the Rescue!                            | Mulan      |
|                  |                  |     |                                                    |                                                      |            |
| 03.10.2014       | 04.04.2015       | 37  | Upiorna gala                                       | Ghostly Gala                                         |            |
|                  |                  |     |                                                    |                                                      |            |
| 11.10.2014       | 11.04.2015       | 38  | Szmaragdowy klucz                                  | The Emerald Key                                      |            |
|                  |                  |     |                                                    |                                                      |            |
| 17.10.2014       | 25.04.2015       | 39  | Pomieszane zwierzaki                               | Scrambled Pets                                       |            |
|                  |                  |     |                                                    |                                                      |            |
| 24.10.2014       | 02.05.2015       | 40  | Księżniczka z obrazka                              | The Princess Stays in the Picture                    |            |
|                  |                  |     |                                                    |                                                      |            |
| 07.11.2014       | 09.05.2015       | 41  | Bartłomieju, ojeju!                                | Baileywhoops                                         |            |
|                  |                  |     |                                                    |                                                      |            |
| 23.11.2014       | 09.05.2015       | 42  | Klątwa Księżniczki Ewy                             | The Curse of Princess Ivy                            | Roszpunka  |
|                  |                  |     |                                                    |                                                      |            |
| 12.12.2014       | 18.04.2015       | 43  | Podarunek Zimki                                    | Winter’s Gift                                        | Tiana      |
|                  |                  |     |                                                    |                                                      |            |
| 16.01.2015       | 23.05.2015       | 44  | Festiwal Leśnej Piosenki                           | The Leafsong Festival                                |            |
|                  |                  |     |                                                    |                                                      |            |
| 20.02.2015       | 30.05.2015       | 45  | Lekcja z Cedrykiem                                 | Substitute Cedric                                    |            |
|                  |                  |     |                                                    |                                                      |            |
| 27.03.2015       | 06.06.2015       | 46  | Wspólny pokój                                      | Clover Time                                          |            |
|                  |                  |     |                                                    |                                                      |            |
| 27.03.2015       | 27.06.2015       | 47  | Wróżka chrzestna                                   | In a Tizzy                                           |            |
|                  |                  |     |                                                    |                                                      |            |
| 27.03.2015       | 13.06.2015       | 48  | Trudny wybór                                       | A Tale of Two Teams                                  |            |
|                  |                  |     |                                                    |                                                      |            |
| 01.07.2015       | 20.06.2015       | 49  | Najmniejsza księżniczka                            | The Littlest Princess                                |            |
|                  |                  |     |                                                    |                                                      |            |
| 08.07.2015       | 29.08.2015       | 50  | Wędrowniczka Amber                                 | Buttercup Amber                                      |            |
|                  |                  |     |                                                    |                                                      |            |
| 15.07.2015       | 05.09.2015       | 51  | Carola z lasu                                      | Carol of the Arrow                                   |            |
|                  |                  |     |                                                    |                                                      |            |
| 22.07.2015       | 12.09.2015       | 52  | Drugoplanowa Clio                                  | Sidekick Clio                                        |            |
|                  |                  |     |                                                    |                                                      |            |
| 12.08.2015       | 19.09.2015       | 53  | Gdzie jest Minimus?                                | Minimus is Missing                                   |            |
|                  |                  |     |                                                    |                                                      |            |
| SERIA TRZECIA    |                  |     |                                                    |                                                      |            |
|                  |                  |     |                                                    |                                                      |            |
| 05.08.2015       | 24.10.2015       | 54  | Wyluzowany Fluke                                   | Cool Hand Fluke                                      |            |
|                  |                  |     |                                                    |                                                      |            |
| 18.09.2015       | 28.11.2015       | 55  | Bądź grzeczny, Cedryku                             | Cedric Be Good                                       |            |
|                  |                  |     |                                                    |                                                      |            |
| 25.09.2015       | 05.12.2015       | 56  | Przygodowy klub księżniczek                        | Princess Adventure Club                              |            |
|                  |                  |     |                                                    |                                                      |            |
| 02.10.2015       | 14.11.2015       | 57  | Rezydencja pełna sekretów                          | Minding the Manor                                    |            |
|                  |                  |     |                                                    |                                                      |            |
| 12.10.2015       | 12.12.2015       | 58  | Sekretna biblioteka                                | The Secret Library                                   | Merida     |
|                  |                  |     |                                                    |                                                      |            |
| 16.10.2015       | 17.10.2015       | 59  | Nowy dżin w mieście                                | New Genie on the Block                               |            |
|                  |                  |     |                                                    |                                                      |            |
| 23.10.2015       | 21.11.2015       | 60  | Miejsce dla Frużki                                 | The Fliegel Has Landed                               |            |
|                  |                  |     |                                                    |                                                      |            |
| 01.11.2015       | 18.04.2016       | 61  | Balet księżniczek                                  | The Princess Ballet                                  |            |
|                  |                  |     |                                                    |                                                      |            |
| 06.11.2015       | 31.10.2015       | 62  | Chochliki w akcji                                  | All the Sprite Moves                                 |            |
|                  |                  |     |                                                    |                                                      |            |
| 13.11.2015       | 16.04.2016       | 63  | Zosia w Elfenmoorze                                | Sofia in Elvenmoor                                   |            |
|                  |                  |     |                                                    |                                                      |            |
| 20.11.2015       | 30.04.2016       | 64  | Burzliwa ceremonia                                 | Stormy Lani                                          |            |
|                  |                  |     |                                                    |                                                      |            |
| 04.12.2015       | 19.12.2015       | 65  | Mistrz lodowiska                                   | Lord of the Rink                                     |            |
|                  |                  |     |                                                    |                                                      |            |
| 15.02.2016       | 07.05.2016       | 66  | Sekretna biblioteka: Olaf i opowieść o Pannie Oset | The Secret Library: Olaf and the Tale of Miss Nettle | Olaf       |
|                  |                  |     |                                                    |                                                      |            |
| 04.03.2016       | 10.09.2016       | 67  | Smocza różdżka                                     | Gone With the Wand                                   | Merlin     |
|                  |                  |     |                                                    |                                                      |            |
| 11.03.2016       | 17.09.2016       | 68  | Zły smoczek                                        | Bad Little Dragon                                    |            |
|                  |                  |     |                                                    |                                                      |            |
| 25.03.2016       | 23.04.2016       | 69  | Króliczy los                                       | Bunny Swap                                           |            |
|                  |                  |     |                                                    |                                                      |            |
| 08.04.2016       | 12.11.2016       | 70  | Jej królewska wścibskość                           | Her Royal Spyness                                    |            |
|                  |                  |     |                                                    |                                                      |            |
| 06.05.2016       | 05.11.2016       | 71  | Szalone skrzydła                                   | Best in Air Show                                     |            |
|                  |                  |     |                                                    |                                                      |            |
| 17.06.2016       | 07.11.2015       | 72  | Dzień ojca i córki                                 | Dad’s and Daughter’s Day                             |            |
|                  |                  |     |                                                    |                                                      |            |
| 01.07.2016       | 03.09.2016       | 73  | Opowieść o szlachetnym rycerzu                     | The Tale of the Noble Knight                         |            |
|                  |                  |     |                                                    |                                                      |            |
| 08.07.2016       | 26.11.2016       | 74  | Bambusowy latawiec                                 | The Bamboo Kite                                      |            |
|                  |                  |     |                                                    |                                                      |            |
| 12.08.2016       | 19.11.2016       | 75  | Piękna czy bestia                                  | Beauty Is The Beast                                  |            |
|                  |                  |     |                                                    |                                                      |            |
| 07.10.2016       | 13.05.2017       | 76  | Ceremonia kotłowarzenia                            | Cauldronation Day                                    |            |
|                  |                  |     |                                                    |                                                      |            |
| 28.10.2016       | 27.05.2017       | 77  | Obóz Dziki Las                                     | Camp Wilderwood                                      |            |
|                  |                  |     |                                                    |                                                      |            |
| 11.11.2016       | 03.06.2017       | 78  | Królewskie wakacje                                 | Royal Vacation                                       |            |
|                  |                  |     |                                                    |                                                      |            |
| 06.01.2017       | 20.05.2017       | 79  | Szkoła Hexley Hall                                 | Hexley Hall                                          |            |
|                  |                  |     |                                                    |                                                      |            |
| 10.02.2017       | 10.06.2017       | 80  | Muzyczny cud                                       | The Princess Prodigy                                 |            |
|                  |                  |     |                                                    |                                                      |            |
| 31.03.2017       | 17.06.2017       | 81  | Pożeracz książek                                   | One for the Books                                    |            |
|                  |                  |     |                                                    |                                                      |            |
| SERIA CZWARTA    |                  |     |                                                    |                                                      |            |
|                  |                  |     |                                                    |                                                      |            |
| 28.04.2017       | 30.09.2017       | 82  | Zamach czarnoksiężników                            | Day of the Sorcerers                                 |            |
|                  |                  |     |                                                    |                                                      |            |
| 05.05.2017       | 07.10.2017       | 83  | Sekretna biblioteka: Opowieść o wiecznym zniczu    | The Secret Library: Tale of the Eternal Torch        |            |
|                  |                  |     |                                                    |                                                      |            |
| 12.05.2017       | 14.10.2017       | 84  | Kwiatowa korona                                    | The Crown of Blossoms                                |            |
|                  |                  |     |                                                    |                                                      |            |
| 19.05.2017       | 21.10.2017       | 85  | Podejrzany dżinn                                   | Pin the Blame on the Genie                           |            |
|                  |                  |     |                                                    |                                                      |            |
| 24.06.2017       | 28.10.2017       | 86  | Wyspy magiczne                                     | The Mystic Isles                                     |            |
|                  |                  |     |                                                    |                                                      |            |
| 30.06.2017       | 04.11.2017       | 87  | Wyspy magiczne: Księżniczka i opiekunka            | The Mystic Isles: The Princess and the Protector     |            |
|                  |                  |     |                                                    |                                                      |            |
| 21.07.2017       | 17.03.2018       | 88  | Królewski smok                                     | The Royal Dragon                                     |            |
|                  |                  |     |                                                    |                                                      |            |
| 04.08.2017       | 24.03.2018       | 89  | Wyspy magiczne: Lawendowa klacz                    | The Mystic Isles: The Mare of the Mist               |            |
|                  |                  |     |                                                    |                                                      |            |
| 18.08.2017       | 31.03.2018       | 90  | Zwierciadło przeszłości                            | Through the Looking Back Glass                       |            |
|                  |                  |     |                                                    |                                                      |            |
| 01.09.2017       | 07.04.2018       | 91  | Księżniczka Jadzia                                 | Princess Jade                                        |            |
|                  |                  |     |                                                    |                                                      |            |
| 29.09.2017       | 14.04.2018       | 92  | Prawdziwe kolory Ewy                               | Ivy’s True Colors                                    |            |
|                  |                  |     |                                                    |                                                      |            |
| 13.10.2017       | 11.11.2017       | 93  | Urocze straszydło                                  | Too Cute to Spook                                    |            |
|                  |                  |     |                                                    |                                                      |            |
| 20.10.2017       | 16.06.2018       | 94  | Piracka przygoda                                   | Pirated Away                                         |            |
|                  |                  |     |                                                    |                                                      |            |
| 27.10.2017       | 23.06.2018       | 95  | Wyspy magiczne: Sokole oko                         | The Mystic Isles: The Falcon’s Eye                   |            |
|                  |                  |     |                                                    |                                                      |            |
| 03.11.2017       | 30.06.2018       | 96  | Sprytny kameleon                                   | The Mystic Isles: The Great Pretender                |            |
|                  |                  |     |                                                    |                                                      |            |
| 01.12.2017       | 13.12.2018       | 97  | Tajemnica wigilijna                                | The Mystic Isles: A Very Mystic Wassailia            |            |
|                  |                  |     |                                                    |                                                      |            |
| 05.01.2018       | 07.07.2018       | 98  | Urodzinowe życzenie                                | The Birthday Wish                                    |            |
|                  |                  |     |                                                    |                                                      |            |
| 26.01.2018       | 14.07.2018       | 99  | W Cedryku nadzieja                                 | In Cedric We Trust                                   |            |
|                  |                  |     |                                                    |                                                      |            |
| 16.02.2018       | 04.03.2019       | 100 | Bohater zmieniaczków                               | The Mystic Isles: A Hero for the Hoodwinks           |            |
|                  |                  |     |                                                    |                                                      |            |
| 03.03.2018       | 05.03.2019       | 101 | Wróżki w przebraniu                                | The Mystic Isles: Undercover Fairies                 |            |
|                  |                  |     |                                                    |                                                      |            |
| 14.05.2018       | 21.07.2018       | 102 | Królewskie wesele                                  | A Royal Wedding                                      |            |
|                  |                  |     |                                                    |                                                      |            |
| 15.05.2018       | 28.07.2018       | 103 | Królewskie targi szkół                             | The Royal School Fair                                |            |
|                  |                  |     |                                                    |                                                      |            |
| 16.05.2018       | 06.03.2019       | 104 | Zaginiona piramida                                 | The Lost Pyramid                                     |            |
|                  |                  |     |                                                    |                                                      |            |
| 17.05.2018       | 04.08.2018       | 105 | Powrót do Koralowej Zatoki                         | Return to Merroway Cove                              |            |
|                  |                  |     |                                                    |                                                      |            |
| 18.05.2018       | 07.03.2019       | 106 | Elficki kryzys                                     | The Elf Situation                                    |            |
|                  |                  |     |                                                    |                                                      |            |
| 08.09.2018       | 09.03.2019       | 107 | Zawsze królewska                                   | Sofia the First: Forever Royal                       |            |
|                  |                  |     |                                                    |                                                      |            |
| FILM             |                  |     |                                                    |                                                      |            |
|                  |                  |     |                                                    |                                                      |            |
| 20.11.2016       | 03.12.2016       | F1  | Elena i sekret Avaloru                             | Elena and the Secret of Avalor                       | Elena      |
|                  |                  |     |                                                    |                                                      |            |